# ایمنی نوع
در علوم رایانه ایمنی نوع (به انگلیسی: Type safety) به میزانی گفته می‌شود که در آن یک زبان برنامه‌نویسی، از خطاهای مربوط به انواع داده‌ها جلوگیری کند.
خطای نوع (به انگلیسی: Type Error) حالتی ناخواسته و مشکل آفرین است که بدلیل تفاوت بین انواع متفاوت مثل متغیرهای ثابت، توابع و ... به‌وجود می‌آید برای نمونه تعریف یک متغیر از نوع اعداد اعشاری و استفاده از آن به جای اعداد صحیح.